# Era Progressiva
A Era Progressiva ou Era Progressista (1896–1920) foi um período de amplo ativismo social e reforma política nos Estados Unidos da América, que se estendeu da década de 1890 à década de 1920. Os reformadores progressistas eram tipicamente mulheres da sociedade de classe média ou ministros cristãos. Os principais objetivos do movimento progressista eram lidar com os problemas causados pela industrialização, urbanização, imigração e corrupção política. Os reformadores sociais eram principalmente cidadãos de classe média que visavam as máquinas políticas e seus chefes. Ao destituir esses representantes corruptos no cargo, mais um meio de democracia direta seria estabelecido. Eles também buscaram a regulamentação dos monopólios por meio de métodos como trustbusting e corporações por meio de leis antitruste, que eram vistas como uma forma de promover a concorrência igualitária para obter vantagens de concorrentes legítimos. Eles também defenderam novas funções e regulamentações governamentais e novas agências para realizar essas funções, como o FDA.
Muitos progressistas apoiaram a proibição de bebidas alcoólicas, ostensivamente para destruir o poder político dos chefes locais baseados em bares, mas outros por motivação religiosa. O sufrágio feminino foi promovido para trazer um voto feminino "mais puro" para a arena. Um terceiro tema foi a construção de um Movimento de Eficiência em cada setor que pudesse identificar velhas formas que precisavam ser modernizadas e trazer soluções científicas, médicas e de engenharia; uma parte fundamental do movimento de eficiência foi a gestão científica, ou "taylorismo". No livro de Michael McGerr, A Fierce Discontent, Jane Addams afirmou que acreditava na necessidade de "associação" para ultrapassar as fronteiras sociais da América industrial.
Muitos ativistas uniram esforços para reformar o governo local, a educação pública, a medicina, as finanças, os seguros, a indústria, as ferrovias, as igrejas e muitas outras áreas. Os progressistas transformaram, profissionalizaram e tornaram "científicas" as ciências sociais, especialmente a história, economia e a ciência política. No campo acadêmico, o dia do autor amador deu lugar ao professor pesquisador que publicou nas novas revistas e editoras acadêmicas. Os líderes políticos nacionais incluíam os republicanos Theodore Roosevelt, Robert M. La Follette e Charles Evans Hughes, e os democratas William Jennings Bryan, Woodrow Wilson e Al Smith. Líderes do movimento também existiam longe da política presidencial: Jane Addams, Grace Abbott, Edith Abbott e Sophonisba Breckinridge estavam entre os mais influentes reformadores não governamentais da Era Progressiva.
Inicialmente, o movimento atuou principalmente em nível local, mas depois se expandiu para os níveis estadual e nacional. Os progressistas obtiveram apoio da classe média, e seus apoiadores incluíam muitos advogados, professores, médicos, ministros e empresários. Alguns progressistas apoiaram fortemente os métodos científicos aplicados à economia, governo, indústria, finanças, medicina, escolaridade, teologia, educação e até mesmo a família. Eles acompanharam de perto os avanços em andamento na Europa Ocidental e adotaram várias políticas, como uma grande transformação do sistema bancário com a criação do Sistema de Reserva Federal em 1913 e a chegada do sistema bancário cooperativo nos Estados Unidos, com a fundação de sua primeira cooperativa de crédito em 1908. Os reformadores achavam que os métodos antiquados significavam desperdício e ineficiência, e buscaram avidamente o "melhor sistema".